# Los ladrones van a la oficina
Los ladrones van a la oficina és una sèrie de televisió còmica espanyola, emesa entre 1993 i 1996 en Antena 3. Protagonitzada per actors com José Luis López Vázquez, Fernando Fernán Gómez, Manuel Alexandre, Agustín González, Anabel Alonso i Antonio Resines, la sèrie va guanyar un Ondas en 1993. Dirigida per Tito Fernández, la sèrie va estar produïda per Miguel Ángel Bernardeau i Eduardo Campoy.

## Argument
Tot s'ambienta en un bar anomenat "La Oficina" que està situat en un carrer de Madrid anomenada "San Esteban de Pravia, número 12" (curiosament té el mateix nom del poble on va néixer el director de la sèrie). El bar està regentat per la "Pruden" (Anabel Alonso) i el seu marit el "Smith" (Antonio Resines), i allí se solen reunir un grup de lladres, tot capitanejats per "Don Anselmo" (Fernando Fernán Gómez), i els veterans "Escabeche" (José Luis López Vázquez) i "Anticuario" (Manuel Alexandre). Aquests tres amics, que recorden estafes i planegen nous, són vigilats de prop pel maldestre però bonachón "Comissari García" (Agustín González) i el seu ajudant, l'"Inspector Gutiérrez" (Roberto Caire).

## Repartiment
Aquesta sèrie permetia veure treballar junts a 5 dels millors actors espanyols del Segle XX, Fernando Fernán Gómez, José Luis López Vázquez, Manuel Alexandre i Agustín González, que formen part del repartiment principal, als quals caldria afegir la col·laboració esporàdica de Paco Rabal.

### Repartiment principal
- José Luis López Vázquez - Antonio Pedraza Sánchez, el "Escabeche"
- Fernando Fernán Gómez - Don Anselmo Prieto Díaz
- Anabel Alonso - Prudencia Prieto Romerales, la "Pruden"
- Antonio Resines - Emilio Gómez Saénz, el "Smith" (o el "Mudo")
- Guillermo Montesinos - Casimiro Durán, el "Durán" (o el "Ciego")
- Manuel Alexandre - Arsenio Vázquez Izquierdo, "Anticuario"
- Mabel Lozano - Remedios Gutiérrez Engracia, la "Reme"
- Agustín González - Manuel García García, el "Comisario García"
- Roberto Cairo - Inspector Eusebio Gutiérrez
- Enrique San Francisco - El "Carteras"
- Tony Valento - Jacinto, el "Capataz"
- Enrique Escudero - El "Gaseosa"
- Beatriz Suárez - María Madeira, la "Portuguesa"
- Mary Carmen Ramírez - Lucila "Lucy"
- Alicia Bogo - Ana García Cuernavaca, filla del Comissari García
- Jaime Linares - Anselmo Prieto, "Anselmín", fill de Don Anselmo
- Luis Ángel Priego - Óscar Gómez Tanpico, fill del "Smith"
- Susana González Podadera Chochete (La Rubia), xicota del cec Durán.
- Javier de Campos- L'herbolari

### Artistas esporàdics i artistes convidats
- Aurora Redondo - Aurora García Ríos, mare del Comissari García
- María Vico - Carmen Cuernavaca, esposa del Comissari García
- Ramón Rivero - Aquilino García García, germà del Comissari, "Doña Concha"
- Lola Lemos - Doña Ernestina
- Marta Fernández Muro - Sra. Maggie
- Gracita Morales - Angelines, cosina del "Escabeche"
- Asunción Balaguer - Concepción, cosina del "Escabeche"
- Paco Rabal - Armando Guerra, "Gran Morgan", "Buenavista"
- Pedro Peña - Director del banc
- Antonio Gamero - Comissari Ramiro Ramírez
- Juana Cordero - Estrella
- Josele Román - Brígida, la peixatera
- Rossy de Palma - Comisaria Eva Duarte
- Enrique Simón - El "Cotorra"
- Jenny Llada - Juani, policia i amant del Comissari García
- Frank Braña - El estirado.
- Lola Flores - Lola, sogra del "Piga"
- Lolita - Carmela, esposa del "Piga"
- Antonio Flores - Joselito/ El "Piga"
- Nino del Arco - La Venus del orzuelo
- Luis Merlo - Amic antic de la "Pruden"
- Pepín Salvador - Jesús López de las Heras, Director General de Policia
- Ramón Agirre - Antonio
- Laura Cepeda - Esposa d'Antonio
- María Barranco - Luisa Vázquez, filla de l'"Anticuario"
- Luis Fernando Alvés - fill del Duc de Glanston
- Fernando Rey - Duc de Glanston
- Jorge Bosso - Gino, mafiós italià
- Juan Diego - El "Solsona"
- Ana Otero - Noia amb pancarta a manifestació
- Mónica Cano - Funcionària d'Immigració
- Ana Belén i Beatriz Roldán- Les "Gemelas", nebodes de Lucila
- Sonsoles Benedicto - Esposa del Director General
- Julieta Serrano - Marta González, funcionària del Tribunal Tutelar de Menors
- Joaquim Kremel
- Francisco Cecilio
- Narciso Ibáñez Menta
- Manolo Cal
- Goya Toledo
- Imanol Arias
- Jaime de Mora y Aragón
- Juan Echanove
- Jesús Guzmán
- David Carrillo
- Simon Andreu - Carlos, "el hombre sin rostro"
- Víctor Valverde
- Jorge Calvo
- Carmen Martínez Sierra
- Carlos Lucas
- Mercedes Alonso
- Marisa Porcel
- Pepe Ruiz - Celestino Villaespesa, Inspector de Fums i Ventilació a Hosteleria i serveis
- Curro Summers
- Florinda Chico
- Maite Blasco - Sor Catalina
- Nancho Novo - Paco Rabal

## Episodis

### Temporada 1 (Primavera 1993)
1. "El más tonto hace relojes"
2. "Mas cornadas da el hambre"
3. "Con la Iglesia topamos"
4. "No hay mal que por bien no venga"
5. "Cerrado por defunción"
6. "Todos somos hijos de Dios"
7. "Mueven mas dos letras que dos carretas"
8. "Si Quiero"
9. "Bueno, Bonito, Barato."
10. "Hacienda Somos Todos"
11. "De la oficina al cielo"
12. "Sorpresas, te da la vida"
13. "Guerra de clanes"

### Temporada 2 (tardor 1993)
1. "La Cola del Culebrón"
2. "Adjudicado"
3. "Alta tensión"
4. "Feliz Navidad comisario"
5. "Aleluya"
6. "Un día en las carreras"
7. "Atraco perfecto"
8. "La oficina en venta"
9. "El espíritu de Durán"
10. "Un sicópata en la oficina"
11. "Los hijos de Anselmo"
12. "Todo sea por la Virgen"
13. "El cuponazo"

### Temporada 3 (hivern 1993 - 1994)
1. "Hare Krisna"
2. "El Afrodisiaco"
3. "Acoso sexual"
4. "Se vende"
5. "El chaparrón"
6. "Un milagro en La Oficina"
7. ¡Viva Zapata!
8. "Impulso Juvenil"
9. "El Gafe"
10. "La herencia de Escabeche" (12 de gener de 1994)
11. "Cumbre Europea"
12. "Smith habla"
13. Volver

### Temporada 4 (Primavera 1994)
1. "Cerámica griega"
2. "Capicúa"
3. "La libreta de Smith"
4. "Un fantasma del pasado"
5. "Terror en La Oficina"
6. "El aparato japonés" (16 de març de 1994)
7. "El secuestro"
8. "Nuevas generaciones"
9. "Tal para Cual"
10. "Rap y Toros"
11. "El soplón"
12. "El Greco, Goya y Velazquez"
13. "Viernes Santo en La Oficina"

### Temporada 5 (tardor 1994)
1. "Chez Prudencia"
2. "Poder Magnético"
3. "Madres...no hay más que una"
4. El seguro de vida
5. Instintos básicos
6. La Venus del Orzuelo
7. El León del Congreso
8. La Maldición de Fellini
9. España Cañí
10. Cocodrilos en el Nilo
11. Uno para todos, todos para uno
12. Benidorm Cancun
13. ¡Socorro...Policías!

### Temporada 6 (hivern 1994 - 1995)
1. "Un timo sentimental"
2. "BABY TEST"
3. Hasta que la suerte nos separe
4. Esplendor en el Césped
5. "Confesiones a Medianoche"
6. "El Buzón"
7. "La Soledad del Timador de Fondo"
8. "El mejor abuelo"
9. "Trapecio"
10. "El niño y el vagabundo"
11. "Las uvas de la ira"
12. "King-Kong contra García"
13. "Royal College"

### Temporada 7 (Primavera 1995)
1. "Abierto 24 horas"
2. "Aurora Roja"
3. "Corazón tan blando" (15 de febrer de 1995)
4. "Punto y Aparte" (15 de març de 1995)
5. "Tiempos modernísimos"
6. "La Venganza de la Pruden"
7. "El poder y la gloria"
8. "Agua que no has de beber"
9. "Las joyas de la corona"
10. "El meteorito de las 10:15"
11. "El rosario de su madre" (3 de maig de 1995)
12. "Robin de los pobres"
13. "Esclavos para siempre"

### Temporada 8 (tardor 1995)
1. "Prudencia temeraria" (11 d'octubre de 1995)
2. "Seducido y abandonado"
3. "Pata Negra"
4. "Viento en popa"
5. "Timador y caballero"
6. "Marca registrada"
7. "La cultura de la estafa" (1 de gener de 1995)
8. "Schsst... secreto" (13 de setembre de 1995)
9. "Alta costura"
10. "El novio de la Pruden"
11. "Sangre azul"
12. "Desamor, desencanto y desenfreno"
13. "¡Nos ha tocao!"

### Temporada 9 (hivern 1995 - 1996)
1. "El Hombre con Rostro" (15 de novembre de 1995)
2. "Estamos en Obras" (29 de novembre de 1995)
3. "Ojo al Parche"
4. "Aprended, Aprended, Malditos"
5. "Cuarenta años de Carnet" (22 de novembre de 1995)
6. "Humo"
7. "Melisa, Valeriana y Floripondio"
8. "El Virus de Navidad"
9. "El Paraíso puede esperar"
10. "Spain is Different"
11. "Amigos para Siempre"
12. "El caso de Los Reyes Magos"
13. "Se Necesita Ayudante"

### Temporada 10 (Primavera 1996)
1. "Cuatro Bodas y un Dineral"
2. "Pasaporte a la Oficina"
3. "La Pasión Egipcia"
4. "Tu Mas"
5. "Prometeo Prometido"
6. "El Sentido de la Vida"
7. "Griselda, la mujer maldita"
8. "El último golpe" (Últim capítol de la sèrie gravat per Tito Fernández en març de 1996)[4]

## Banda sonora
Conté dues cançons:
- "Los ladrones van a La Oficina" (Lletra: José Luis Abal, Música: Mario de Benito i Richi Morris). Interpretada per Cani González.
- "La Oficina". Composta i interpretada per Enrique Morente.

## Premis i nominacions (3 & 4)
- Premis Ondas

| Any  | Categoria             | Premiat               | Resultat   |
| ---- | --------------------- | --------------------- | ---------- |
| 1993 | Nacional de televisió | Nacional de televisió | Guanyadora |

- Fotogramas de Plata 1993

| Any  | Categoria                  | Premiat                 | Resultat                 |
| ---- | -------------------------- | ----------------------- | ------------------------ |
| 1993 | Millor actor de televisió  | Fernando Fernán Gómez   | Nominat                  |
| 1993 | Millor actor de televisió  | Antonio Resines         | Semifinalista (2a ronda) |
| 1993 | Millor actor de televisió  | José Luis López Vázquez | Semifinalista (1a ronda) |
| 1993 | Millor actriu de televisió | Anabel Alonso           | Guanyadora               |

- Premis de la Unión de Actores

| Any  | Categoria                                     | Premiat               | Resultat |
| ---- | --------------------------------------------- | --------------------- | -------- |
| 1993 | Mejor interpretació protagonista de televisió | Fernando Fernán Gómez | Nominat  |
| 1993 | Millor interpretació secundària de televisió  | Anabel Alonso         | Nominada |
| 1993 | Millor interpretació revelació                | Anabel Alonso         | Nominada |

- Premis ADIRCAE

| Any  | Categoria                 | Premiat                   | Resultat   |
| ---- | ------------------------- | ------------------------- | ---------- |
| 1994 | Millor sèrie de televisió | Millor sèrie de televisió | Guanyadora |